# Tina Hildebrandt
Tina Hildebrandt (geboren 1970) ist eine deutsche Journalistin.

## Leben
Nach dem Abitur 1989 am Europagymnasium Kerpen studierte sie an der Universität Bonn Politikwissenschaft, Germanistik und Geschichte. Nach Volontariaten beim Mitteldeutschen Express in Halle (Saale) und dem Kölner Express arbeitete sie von 1997 bis 2004 als Korrespondentin in Bonn und Berlin beim Spiegel.
Ab 2004 war sie für Die Zeit im Hauptstadtbüro Berlin tätig, sechs Jahre davon als Büroleiterin gemeinsam mit Marc Brost. Ab 2019 war Tina Hildebrandt Chefkorrespondentin der Zeit in Berlin. Im Juni 2022 wurde sie als Nachfolgerin von Marc Brost Ressortleiterin Politik der Zeit, zusammen mit Heinrich Wefing. Seit März 2020 gehört sie zum Moderatorenteam des Zeit-Podcasts Das Politikteil.
Sie ist häufig Gast im Presseclub der ARD. 2006 verlieh ihr die Zeitschrift Emma einen Journalistenpreis.

## Privatleben
Tina Hildebrandt lebt mit ihrem Lebensgefährten und ihren beiden Kindern in Berlin.